# Melaleuca acuminata
Melaleuca acuminata är en myrtenväxtart som beskrevs av Ferdinand von Mueller. Melaleuca acuminata ingår i släktet Melaleuca och familjen myrtenväxter.

## Underarter
Arten delas in i följande underarter:
- M. a. acuminata
- M. a. websteri